# Randolph (Kansas)
Pour les articles homonymes, voir Randolph.
Randolph est une municipalité américaine située dans le comté de Riley au Kansas. Lors du recensement de 2010, sa population est de 163 habitants. 

## Géographie
Située au nord-ouest de Manhattan, Randolph est historiquement située sur les rives de la rivière Big Blue.
Selon le Bureau du recensement des États-Unis, la municipalité s'étend en 2010 sur une superficie de 0,25 mille carré (0,65 km2).

## Histoire
La localité est fondée en 1856 sous le nom de Waterville. Le bureau de poste ouvert au mois d'août de la même année porte cependant le nom de son receveur des postes Gardiner Randolph. La ville adopte le nom de cette poste en 1876. Elle devient une municipalité dix ans plus tard en 1886.
En 1960, la ville est déplacée pour permettre la création du lac de Tuttle Creek. Le bureau de poste de Randolph ferme cette année-là.

## Démographie
Selon l'American Community Survey de 2018, la population de Randolph est presque exclusivement blanche (99 %) et parle l'anglais à la maison (97 %). Son revenu médian par foyer est de 65 000 dollars, supérieur à celui du Kansas (57 422 dollars) ou des États-Unis (60 293 dollars),. La ville connaît par ailleurs un faible taux de pauvreté de 1,3 %.